# Adolf von Kriegsheim
Adolf Albert Paridam von Kriegsheim (* 1862 in Barsikow; † 1917 ebenda) war Domherr zu Brandenburg und Rittergutsbesitzer.

## Leben und Wirken
Adolf stammte aus der briefadeligen Familie Krüger von Kriegsheim, die Vorfahren konnten zunächst ersten Grundbesitz in Mecklenburg nachweisen, wurden 1761 nobilitiert und mit Andreas von Kriegsheim die Güter Steinhagen und Katelbogen betreuen. Durch dessen Heirat 1779 mit Christiane von Mützschefahl, Tochter des Majors Friedrich Wilhelm von Mützschefahl, gelang deren Gutsteil von ½ Barsikow, Ostprignitz, in die Hände der Krüger von Kriegsheim. Bereits seit 1771 nennt sich die Familie nur noch von Kriegsheim und ist nicht zu verwechseln mit einem gleichnamigen jüngeren Adelsgeschlecht. In Folge sorgte die nächste Kriegsheim-Generation für das Rittergut Barsikow, hier konkret der Major Friedrich von Kriegsheim, liiert mit Anna von dem Knesebeck-Langenapel. Deren Vater Friedrich Wilhelm von dem Knesebeck war Erbküchenmeister im Herzogtum Lüneburg.
Adolf von Kriegsheim war ein direkter Nachfahre und erbte später Barsikow vom Vater, Fedor von Kriegsheim, der in seiner Gutsherren-Funktion auch als Standesbeamter in Barsikow agierte. Seine Mutter hieß Luise von Bonin, Tochter des Generals Adolf von Bonin, seinem Namenspatron. Adolf von Kriegsheim-Barsikow besuchte die Schule und das Alumnat der Brandenburger Ritterakademie und wurde danach Leutnant. Die Gutsgeschäfte vom Vater wurde 1876, noch im Minorat, übernommen. Die Gutsgröße von Barsikow blieb mit 564 ha konstant. Der Barsikower Gutsbesitzer galt als gut situiert.
1894 gründete Kriegsheim eine Familie mit Else von Platen-Wutike (* 1869; † 1905). Aus dieser Beziehung stammen auch sämtliche Nachfahren, die Töchter Anna-Lusie und Else, sowie die Söhne Krafft Fedor, Fritz Adolf, Traugot Paridam und Kurt. Die Söhne gingen wie der Vater in Brandenburg zur Schule und auf das Internat und wurden Gutsbesitzer und Offiziere. Tochter Anna-Luise ehelichte den Genealogen Werner von Kieckebusch, Tochter Else von Kriegsheim-Barsikow wurde Landgerichtsrätin und lebte in Potsdam. Die zweite Ehe schloss Kriegsheim 1906 mit Landratstochter Margaret Freiin von dem Knesebeck-Milendonck (* 1876; † 1964), Haus Karwe, Tochter des Erich von dem Knesebeck-Milendonck. Kriegsheims Schwester Maria war mit dem Generalmajor Otto von Quast-Gartow verheiratet, Sohn des Hermann von Quast. Sein jüngerer Bruder Friedrich (Fritz) wiederum war Offizier, Träger des Pour le Mérite und erwarb später mit Edlinghof bei Spittal einen kleinen Besitz in Österreich.
Adolf von Kriegsheim selbst war zuletzt Hauptritterschaftsdirektor, von 1914 bis 1917 als Nachfolger des Politikers Friedrich von Stülpnagel Kurator der Ritterakademie Brandenburg, Domherr des Hochstifts zu Brandenburg, Rechtsritter des Johanniterordens, Mitglied dieser Kongregation seit 1883. Kriegsheim begann seine Laufbahn als Land- und Forstwirt als preußischer Oberförster. Über seine mehrfach bezeugte Tätigkeit als Stiftshauptmann zu Kloster Lindow ist dagegen nichts Näheres bekannt. Zeitgleich war eine Pauline von Schierstädt die Oberin dort. Nach seinem Tod übernahm Georg von Buch die Aufgaben des Kurators in Brandenburg.
Die Grabstelle des Adolf von Kriegsheim ist im Barsikower Gutspark. Barsikow als Besitz, hier Barsikow I und II genannt, und die in der Nachbarschaft hinzu erworbenen Güter Lögow II und III führten die Söhne bis zur Bodenreform 1945. Der zweite Sohn Fritz Adolf von Kriegsheim war wie der Vater bei der märkischen Ritterschaft, hier als Landschaftsrat. Die Märkische Landschaft als Nachfolger der Ritterschaftsbanken, resp. des Kur- und Neumärkisches Ritterschaftliches Kreditinstituts, residierte 1940 Mohrenstraße, Ecke Wilhelmplatz Berlin.